# Xã Moon Lake, Quận Stutsman, Bắc Dakota
Xã Moon Lake (tiếng Anh: Moon Lake Township) là một xã thuộc quận Stutsman, tiểu bang Bắc Dakota, Hoa Kỳ. Năm 2010, dân số của xã này là 65 người.